# وقير (الظهار)

تعديل مصدري - تعديل

وقير هي إحدى قرى عزلة ثواب الأسفل بمديرية الظهار التابعة لمحافظة إب، بلغ تعداد سكانها 412 نسمة حسب تعداد اليمن لعام 2004.